# Kupferhof Bauschenberg

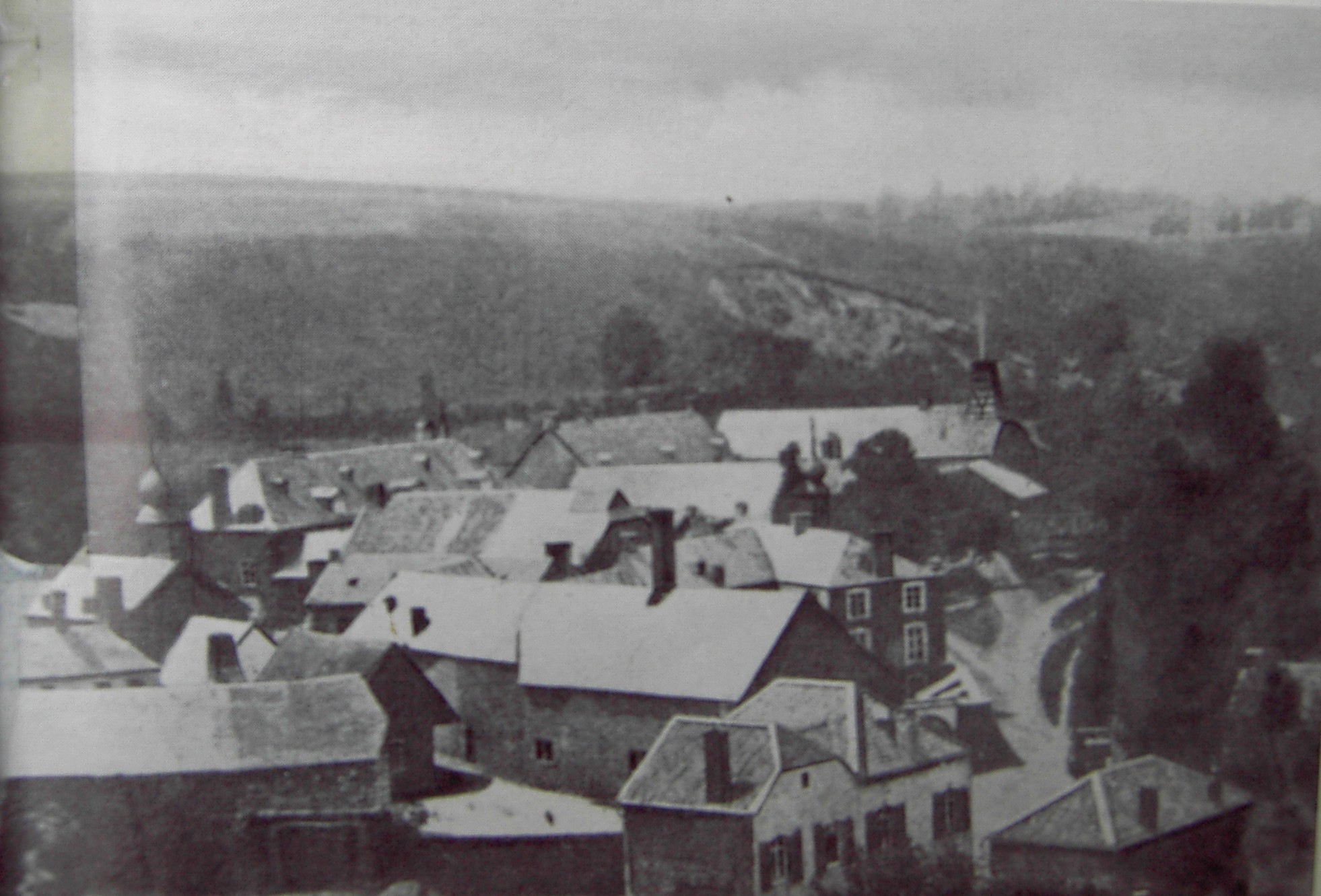
Dollartshammer, Kupferhof Bauschenberg und Straßburger Hof um 1880

Die Kupferhof Bauschenberg, der auch Buschenberg genannt wurde, war ein früherer Kupferhof in der in der Städteregion Aachen liegenden Stadt Stolberg. Er hatte großen Einfluss auf die wirtschaftliche Entwicklung Stolbergs.
Der Kupferhof erhielt seinen Namen aufgrund seiner Lage am Fuß eines kleinen Hügels, des Bauschenbergs, der zum jetzigen Stolberger Ortsteil Büsbach gehört. Es ist belegt, dass der Kupfermeister Gottfried Schardinel in der zweiten Hälfte des 17. Jahrhunderts hier seinen Wohnsitz hatte. Er galt als der reichste Kupfermeister Stolbergs und verfügte zeitweise über mehr als 20 aktive Schmelzöfen. Schardinel war 1656 nach dem großen Brand von Aachen nach Stolberg gezogen. Er war ebenfalls Besitzer des Schmidthofs sowie Teilbesitzer des Dollartshammers.
Als Energiequelle zum Antreiben der Wasserräder des Kupferhofs Bauschenberg diente der benachbarte Vichtbach, das Galmeierz stammte aus den Stolberger Abbaugebieten, speziell aus den Fundstätten am Breinigerberg oder der Erzgrube Diepenlinchen.
Aus den drei Höfen Dollartshammer, Bauschenberg und Straßburger Hof entstand die Firma Prym.